# Gabriela Gunčíková
Gabriela Gunčíková (Kroměříž, 27 juni 1993) is een Tsjechisch zangeres.

## Biografie
Gunčíková raakte bekend in eigen land door in 2011 deel te nemen aan de tweede editie van Česko Slovenská Superstar. Ze eindigde als tweede in deze talentenjacht, en als eerste Tsjechische. In datzelfde jaar won ze de prijs voor beste nieuwkomer op de Český slavík. In 2014 werd ze lid van het Trans-Siberian Orchestra. Begin 2016 werd ze door de Tsjechische openbare omroep intern geselecteerd om haar vaderland te vertegenwoordigen op het Eurovisiesongfestival 2016, dat gehouden werd in de Zweedse hoofdstad Stockholm. Daar trad ze aan met het nummer I stand. Ze haalde er de 25ste en voorlaatste plaats.